# Distretto di Baños
Il distretto di Baños è un distretto del Perù nella provincia di Lauricocha (regione di Huánuco) con 5.412 abitanti al censimento 2007, dei quali 1.354 censiti in territorio urbano e 4.058 in territorio rurale.
È stato istituito nell'epoca dell'indipendenza del Perù.
Nella località sono presenti due piscine con acque termali che la leggenda vuole siano state sfruttate dalle popolazioni incaiche.